# Caryospora bigenetica
Caryospora bigenetica – gatunek pasożytniczych pierwotniaków należący do rodziny Eimeriidae z podtypu Apicomplexa, które kiedyś były klasyfikowane jako protista. Występuje jako pasożyt węży. C. bigenetica cechuje się tym iż oocysta zawiera 1 sporocystę. Z kolei każda sporocysta zawiera 8 sporozoitów.
Obecność tego pasożyta stwierdzono u mokasyna miedziogłowca (Agkistrodon contortrix), grzechotnika diamentowego (Crotalus adamanteus), grzechotnika teksańskiego (Crotalus atrox), Crotalus horridus, Sistrurus catenatus należących do rodziny żmijowatych (Viperidae).

## Sporulowana oocysta
Jest kształtu sferoidalnego, posiada 2 bezbarwne ściany o łącznej grubości 1 μm. Oocysta posiada średnicę 10,9 – 15,4 μm. Brak mikropyli oraz wieczka biegunowego. Występuje ciałko biegunowe.

## Sporulowana sporocysta i sporozoity
Sporocysty kształtu owoidalnego o długości 8,3 – 11,5 μm, szerokości 6,4 – 9 μm. Występuje ciałko Stieda oraz substieda body (SBB). Brak parastieda body (PSB).